# 飾妝羚䰾
飾妝羚䰾（學名：Codoma ornata）為輻鰭魚綱鯉形目雅羅魚科羚䰾屬的其中一種，分布於中美洲墨西哥Mayrán-Viesca和Río Conchos流域，棲息在溪流底中層水域，生活習性不明。

## 扩展阅读
維基物種上的相關：飾妝羚䰾